# Liste der jamaikanischen Botschafter in der Schweiz
Der Botschafter in Genf ist regelmäßig beim Bundesrat der Schweiz, beim Präsidenten der Italienischen Republik, beim Bundespräsident Österreichs, als ständiger Vertreter der jamaikanischen Regierung beim Büro der Vereinten Nationen in Genf, bei der Welthandelsorganisation, bei der Ernährungs- und Landwirtschaftsorganisation der Vereinten Nationen, beim Vienna International Centre sowie bei der Internationalen Atomenergie-Organisation akkreditiert.

## Geschichte
Der Bundesrat der Schweiz erkannte die jamaikanische Regierung rasch nach der Unabhängigkeit 1962 an und unterhält seither diplomatische Beziehungen.
Vor 1990 war der Botschafter Genf auch in Belgrad akkreditiert.
| Ernennung/Akkreditierung | Botschafter                     | Bemerkung | Premierminister Jamaikas | Bundesrat der Schweiz | Posten verlassen |
| ------------------------ | ------------------------------- | --- | ------------------------ | --------------------- | ---------------- |
| 1966                     | Kenneth Brian Scott             | (* 12. Dezember 1912; † Juni 1972) Jamaikanischer Diplomat 1966–1972 ständiger Vertreter beim Büro der Vereinten Nationen in Genf, UNCTAD.       | Alexander Bustamante     | Hans Schaffner        | 1972             |
| 1973                     | Herbert Samuel Walker           | | Michael Manley           |                       | 1978             |
| 1978                     | Kenneth George Anthony Hill     | 1968–1971: Gesandtschaftssekretär in Genf, 1975–1978: Hochkommissar in Ottawa, 1996–1999: Mission to the United Nations                          | Michael Manley           | Willy Ritschard       | 1989             |
| 1989                     | Lloyd Melville Harcourt Barnett | | Michael Manley           | Jean-Pascal Delamuraz | 1992             |
| 1992                     | Richard Antonio Pierce          | | Percival J. Patterson    | René Felber           | Okt. 1996        |
| Nov. 1996                | Ransford Smith                  | | Percival J. Patterson    | Jean-Pascal Delamuraz | 2006             |
| 2006                     | Gail Marie Mathurin             | 1997–2000: OAS, April 2005 – September 2006: High Commission of Jamaica, London, 3. April 2007: Giorgio Napolitano, 3. Juli 2007: Heinz Fischer. | Portia Simpson Miller    | Moritz Leuenberger    | 13. Jan. 2010    |
| 13. Jan. 2010            | Peter Carlysle DeBrosse Black   | 1992–2001: heiliger Stuhl, 2001–2005: Botschafter in Berlin, 13. Januar 2010; Vienna International Centre, 15. Februar 2010: Giorgio Napolitano  | Bruce Golding            | Doris Leuthard        | 1. Dez. 2010     |
| 1. Dez. 2010             | Wayne McCook                    | 15, Juli 2005: Botschafter in Bejing. 21. Juni 2007: erster jamaikanischer Hochkommissar in Islamabad                                            | Bruce Golding            | Doris Leuthard        |                  |

## In Paris residierende jamaikanische Botschafter
Von 22. Januar 1973 bis 23. Juli 1980 waren die beiden Botschafter in Paris auch in Bern akkreditiert.
| Ernennung/Akkreditierung | Botschafter          | Bemerkung | Liste der Premierminister von Jamaika | Liste der Staatsoberhäupter Mexikos | Posten verlassen |
| ------------------------ | -------------------- | --------- | ------------------------------------- | ----------------------------------- | ---------------- |
| 22. Jan. 1973            | Probyn Vivian Marsh  |           | Michael Manley                        | Roger Bonvin                        | 10. Juli 1975    |
| 19. Aug. 1975            | Carmen Yvonne Parris |           | Michael Manley                        | Pierre Graber                       | 23. Juli 1980    |